# Dirk Vis
Dirk Vis (Nederhorst den Berg, 8 juli 1906 – 2002) was een Nederlands kunstschilder.
Hij groeide op in Westzaan, waar zijn vader huisarts was. Vis ging rechten studeren in Amsterdam en maakte daar deel uit van de redactie van Propria Cures. Na het behalen van de meestertitel richtte hij zich op een loopbaan als kunstenaar. Als autodidact maakte hij reeds in zijn studententijd portretten van Amsterdamse hoogleraren. Na zijn afscheid van de advocatuur ging hij in 1935 met zijn vrouw in Bergen (Noord-Holland) wonen.
Vis exposeerde bij Arti et Amicitiae in Amsterdam en had ook tentoonstellingen van zijn werk in 1942 in Arnhem en Zutphen. Zijn werk bestaat uit portretten, landschappen en stillevens, allemaal uitgevoerd in de stijl van de Bergense School. Hij had contacten met de Bergense kunstschilder Jan van Herwijnen.
Hij schreef artikelen voor De Zaanlander en -onder het pseudoniem Hans van Twiessel- het boek Jan Battingh wordt rijk voor de firma Van Nelle. Voor het boek voor Van Nelle en andere uitgaven verzorgde hij de illustraties.

## Openbare collecties
- Rijksmuseum Amsterdam, stilleven